# Anthroponymie
Die Anthroponymie, Anthroponymik oder Anthroponomastik ist ein Forschungsbereich der Sprachwissenschaft (Linguistik) sowie Teilgebiet der Namenforschung (Onomastik) und befasst sich mit der Personennamenkunde. Das Wort ist ein wissenschaftlicher Neologismus bestehend aus altgriechisch ἄνθρωπος anthropos, deutsch ‚Mensch‘, und ὄνομα onoma, deutsch ‚Name‘, bezeichnet also die Erforschung menschlicher Eigennamen jeglicher Art. Neben den Etymologien von Namen für Personen (Individualnamen, Personennamen) oder Personengruppen (Kollektivnamen) beschreibt die Anthroponymie zum Beispiel deren Funktionen sowie geografische Verteilung und historische Entwicklung; auch erarbeitet sie die Klassifikation von Namen. Aufgrund der vielfältigen Herkunft der Namen von Personen greift die Anthroponymie dabei auf die meisten anderen Fachgebiete der Namenkunde wie Toponymie (Orts- und Flurnamen), Hydronymie (Gewässernamen) und so weiter, zurück.

## Anthroponyme (Personennamen)
Grundsätzlich unterscheidet man bei den Personennamen zwischen Individual- und Kollektivnamen, also Bezeichnungen für Einzelpersonen und für Personengruppen. Daneben gibt es weitere Unterscheidungskriterien, die diese beiden Namengruppen weiter spezifizieren, wie z. B. die Unterscheidung zwischen offiziellen, z. B. bürgerlichen, und inoffiziellen Namen, z. B. Hausnamen.

### Funktion von Personennamen
Nach heutiger Sichtweise dient ein Name zur Identifikation; früher jedoch hatte er eine stärkere lexikalische Bedeutung, welche in der Etymologie erforscht wird. Jene Bedeutung bezog sich inhaltlich auf ein oft physisches Charakteristikum eines Individuums. Im Laufe der Zeit ging diese Grundfunktion aber verloren und der Name wurde zusätzlich meist auch lautlich verändert, sodass er auf die Identifikationsfunktion minimiert wurde.

### Formale Gliederung
Einnamige Bezeichnungen: Mononyme, häufig mit zusätzlicher Charakterisierung wie z. B. Berufs- oder Herkunftsbezeichnung, wobei diese nicht als Bestandteil des Namens gelten, da sie nicht fixiert sind und lediglich zur Unterscheidung innerhalb eines Kontextes dienen.
Mehrnamige Bezeichnungen: Man unterscheidet offizielle und inoffizielle Namen. Den offiziellen, vollständigen Namen bezeichnet man als Gesamtnamen. Zu den inoffiziellen gehören Übernamen (Spitz-, Spott- und Kosename) und Nebennamen (z. B. Hausnamen).
In den westlichen Kulturen ist seit dem Mittelalter ein aus einem (oder mehreren) individuellen Tauf- oder Vornamen und einem hereditären Familiennamen bestehendes Namensschema sehr verbreitet. Beispiel:
- Gesamtname: Susanne Marie Mayer
- Vorname: Susanne Marie
- Familienname: Mayer
- Rufname: Susanne
- Beivorname: Marie
- Spitzname: Susi (Kürzung des Vornamens)

Nach einer Heirat mit Karl Schmidt kann der Familienname eines Ehepartners vom anderen ganz oder- teilweise übernommen werden, wodurch ein vom Geburtsnamen „Susanne Marie Mayer“ abweichender Ehename „Susanne Marie Schmidt“ oder „Susanne Marie Mayer-Schmidt“ entsteht.
Als Oberbegriff für Familien-, Geburts- und Ehename kann Zu- oder Nachname verwendet werden. Früher wurde bei Frauen der Geburtsname auch als Mädchenname bezeichnet. Vom offiziellen Namen abweichende bevorzugte Namensformen (etwa „Suzy Mayer“ oder „S. M. Maier“) werden als Rufform bezeichnet.
Gelegentlich werden in bäuerlichen Regionen noch Hausnamen verwendet, so wäre im Beispiel „Müller“ oder „Müllerin“ Hausname, angenommen Frau Mayer wohnt auf einem Bauernhof, der unter dem Namen Müllerhof bekannt ist. Im Süddeutschen gibt es auch noch häufig die umgangssprachlichen Formen mit vorangestelltem Familiennamen („Huber-Sepp“ für „Josef Huber“).
Dieses Namensschema ist keineswegs allgemein gültig, so bestehen isländische Namen aus einem Individualnamen und einem Patronym. Die Sängerin Björk heißt beispielsweise vollständig Björk Guðmundsdóttir und ihr Vater heißt Guðmundur Gunnarsson. Gelegentlich kommen in Island auch matronyme (den Namen der Mutter aufnehmende) Formen vor, ein Beispiel ist der Fußballer Heiðar Helguson („Helgas Sohn Heiðar“). In Spanien hat man zweiteilige Nachnamen, bestehend aus dem Familiennamen des Vaters und der Mutter (die Eltern von Federico Garcia Lorca waren Federico García Rodríguez und Vicenta Lorca Romero). Russische Namen bestehen aus Vorname, Patronym und Familienname (der Vater von Fjodor Michailowitsch Dostojewski war Michail Andrejewitsch Dostojewski) und javanische Namen sind traditionell mononym (Sukarno, Suharto).
Auch von den Menschen für mythische Wesen erfundene Namen zählen zur Anthroponymie, so beispielsweise Namen für Dämonen, Gottheiten oder mythische Tiere.